# 中野等
中野等（なかの ひとし、1958年 - ）は、日本史学者、九州大学教授。

## 来歴
福岡県嘉穂郡生まれ。1985年九州大学大学院博士後期課程中退。1995年「豊臣政権の研究 朝鮮侵略と太閤検地」で文学博士。柳川古文書館学芸員、九州大学大学院比較社会文化研究院助教授を経て、2006年より教授。

## 著書
- 『豊臣政権の対外侵略と太閤検地』校倉書房 歴史科学叢書 1996
- 『立花宗茂』吉川弘文館 人物叢書 2001　ISBN　9784642052207
- 『秀吉の軍令と大陸侵攻』吉川弘文館 2006　ISBN　9784642028592
- 『筑後国主 田中吉政・忠政 柳川の歴史 3』柳川市 2007
- 『文禄・慶長の役 戦争の日本史16』吉川弘文館 2008　ISBN　9784642063265
- 『石田三成伝』吉川弘文館 2016　ISBN　9784642029346
- 『太閤検地　秀吉が目指した国のかたち』中央公論新社 中公新書 2019　ISBN
- 『黒田孝高』吉川弘文館 人物叢書 2022　ISBN　9784642053082
- 『関白秀吉の九州一統』吉川弘文館  2024　ISBN　9784642029858
- 『中近世九州・西国史研究』吉川弘文館  2024　ISBN　9784642029841

### 共編著
- 『絵図学入門』 東京大学出版会 2011

杉本史子・礒永和貴・小野寺淳・ロナルド・トビ・平井松午共編
- 『近世大名立花家 柳川の歴史 4』穴井綾香共著 柳川市 2012